# Yves Delsarte
Pour les articles homonymes, voir Delsarte.
Yves Delsarte, né le 31 mai 1929, à Montignies-sur-Sambre et mort le 11 juin 2019 à Auderghem, est un ancien joueur belge de basket-ball.